# Geastrum triplex
Il Geastrum triplex Jungh. è un fungo della famiglia delle Geastraceae, caratterizzato dal particolare aspetto, a forma di "stella", come altre specie congeneri.

## Descrizione della specie

### Corpo fruttifero
Inizialmente di forma globosa, presto si presenta con umbone prominente che gli conferisce una forma appuntita.

Successivamente assume la forma di una stella; ciò è dovuto all'esoperidio che si dissocia in alcuni lembi di forma triangolare da un minimo di 4 ad un massimo di 7.

Il diametro va dai 3 ai 12 cm.
Tre sono gli strati funzionali:
1) Strato miceliare
di color marrone chiaro ma più scuro in alcune sue parti, con toni color giallo-sporco; sovente è spaccato longitudinalmente.
2) Strato fibroso
sempre di color marrone con tonalità giallastre.
3) Strato pseudo-parenchimatico
di colore da bianco-sporco a marrone chiaro e di consistenza carnosa, scurisce in età avanzata; col tempo si lacera attorno all'endoperidio e sollevandosi forma il caratteristico "collare" che contraddistingue questa specie.

### Gleba
In principio è di color bianco ma in seguito, divenendo pulverulenta, assume un colore ocra scuro. La stessa viene espulsa da un caratteristico ugello posto alla sommità dell'endoperidio, in particolare se si esercita una pressione improvvisa al di sopra del corpo fruttifero.
Odore e sapore: praticamente nulli.

### Spore
Di color marrone, da 3,5 a 5,5 µm.

## Habitat
Predilige per i terreni ricchi di humus nei boschi di latifoglie o di aghifoglie dei litorali marini.

Cresce dalla primavera fino all'estate-autunno.

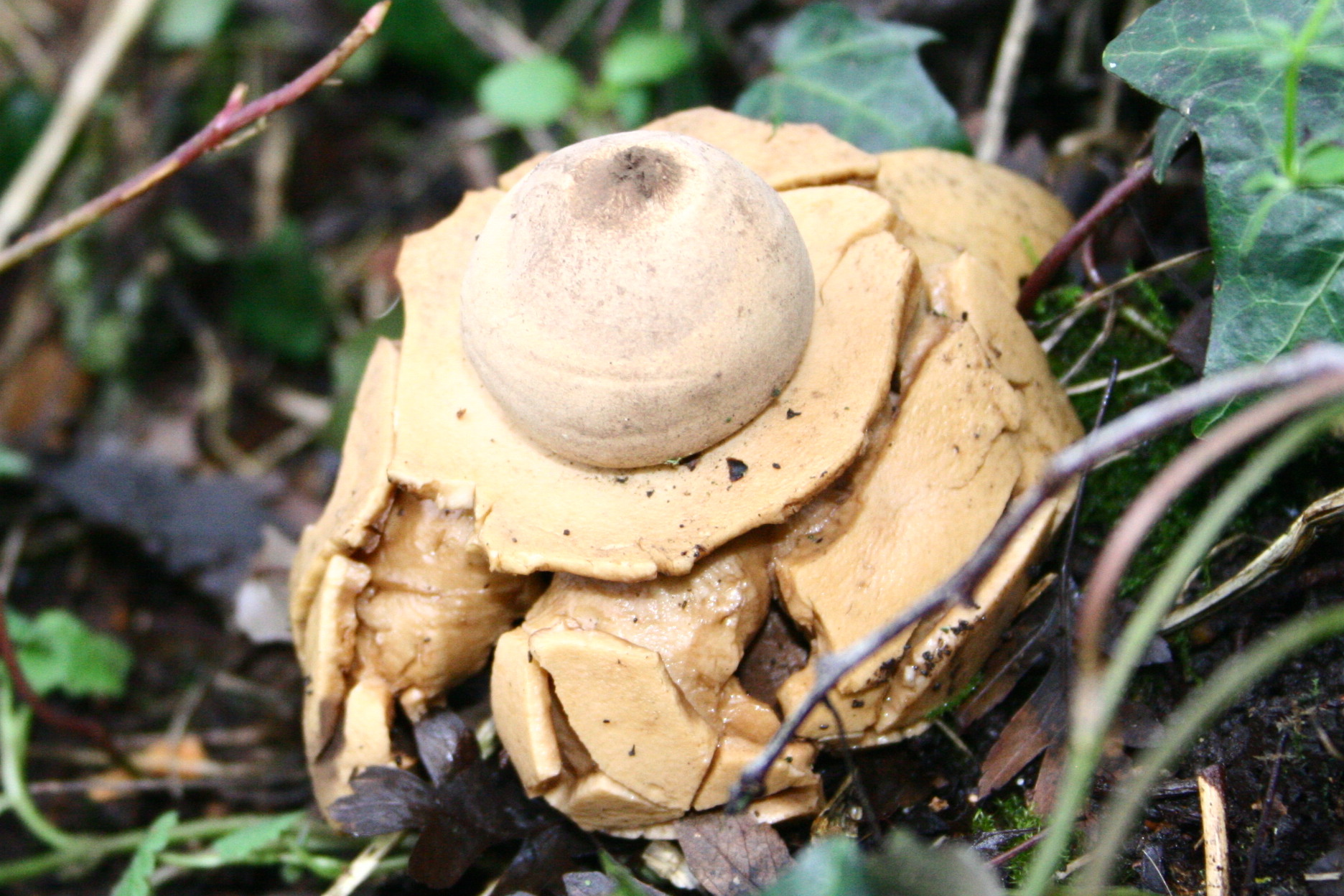
Esemplare in età avanzata

## Commestibilità
Senza valore.

## Etimologia
Dal latino triplex = "triplo", per via del collare inteso come terzo elemento che, come già detto, è ubicato fra l'esoperidio e l'endoperidio.

## Specie simili
- Altre specie del genere Geastrum, specialmente quando il suddetto collare non è ancora comparso.

## Sinonimi e binomi obsoleti
- Geastrum michelianum W.G. Sm. [as "Geaster"], Gard. Chron., London 18: 608 (1873)